# Явгуль
Явгуль (баш. Яугүл, Яүгөл уттары) — упразднённый хутор в современном Баймакском районе Республики Башкортостан.

## История
В 1920 г. информация о хуторе Явгуль отсутствует.
1925—1930 гг. — в составе Сибаевского сельсовета Таналыкской волости Зилаирского кантона БАССР.
В октябре 1930 г. переведен в составе Сибаевского сельсовета в подчинение Янзигитовского сельсовета. Всего вошли 14 деревень из 2-х сельсоветов — Бахтигареевского (Карышкино, Сындавлетово, Файзуллино) и Сибайского (Атайсал, Давлетово, Ново-Сибаево, Старый Сибай, Явгуль). Все населенные пункты Янзигитовского сельсовета вошли в состав сельхозартели имени Сталина Баймак-Таналыкского района БАССР.

## Население
В 1925 г. зафиксирован как хутор в Таналыкской волости Зилаирского кантона с 3 домохозяйствами.
В 1926 г. проживали 32 человека в 7 дворах.
В октябре 1930 г. — 58 человек в 11 дворах.